# Boulder, Montana
Boulder är administrativ huvudort i Jefferson County i Montana. Montanabördiga skådespelaren Patrick Duffys föräldrar Terrence och Marie mördades i Boulder år 1986.